# Androsace laevigata
Androsace laevigata là một loài thực vật có hoa trong họ Anh thảo. Loài này được (A.Gray) Wendelbo mô tả khoa học đầu tiên năm 1961.

## Hình ảnh

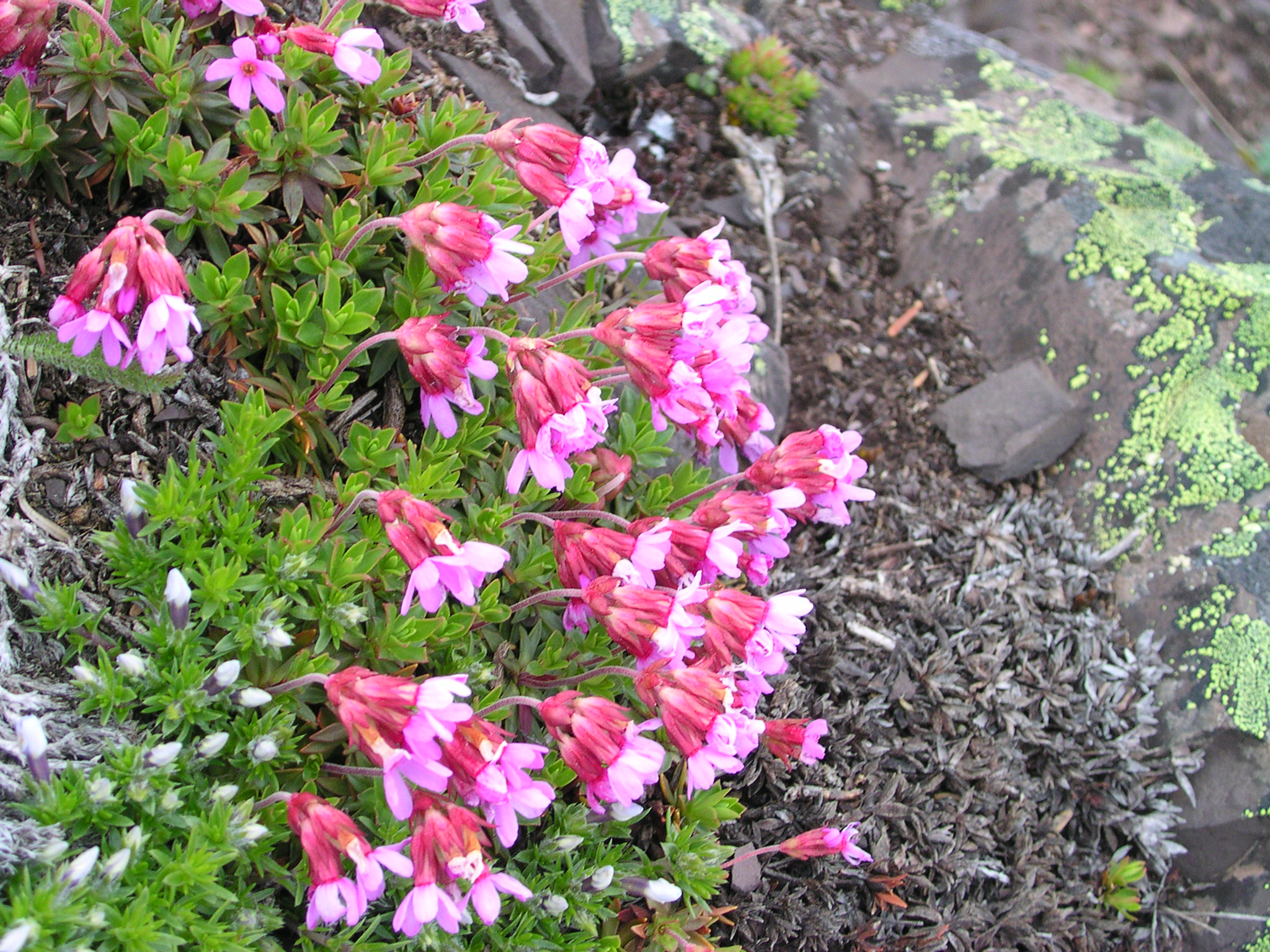
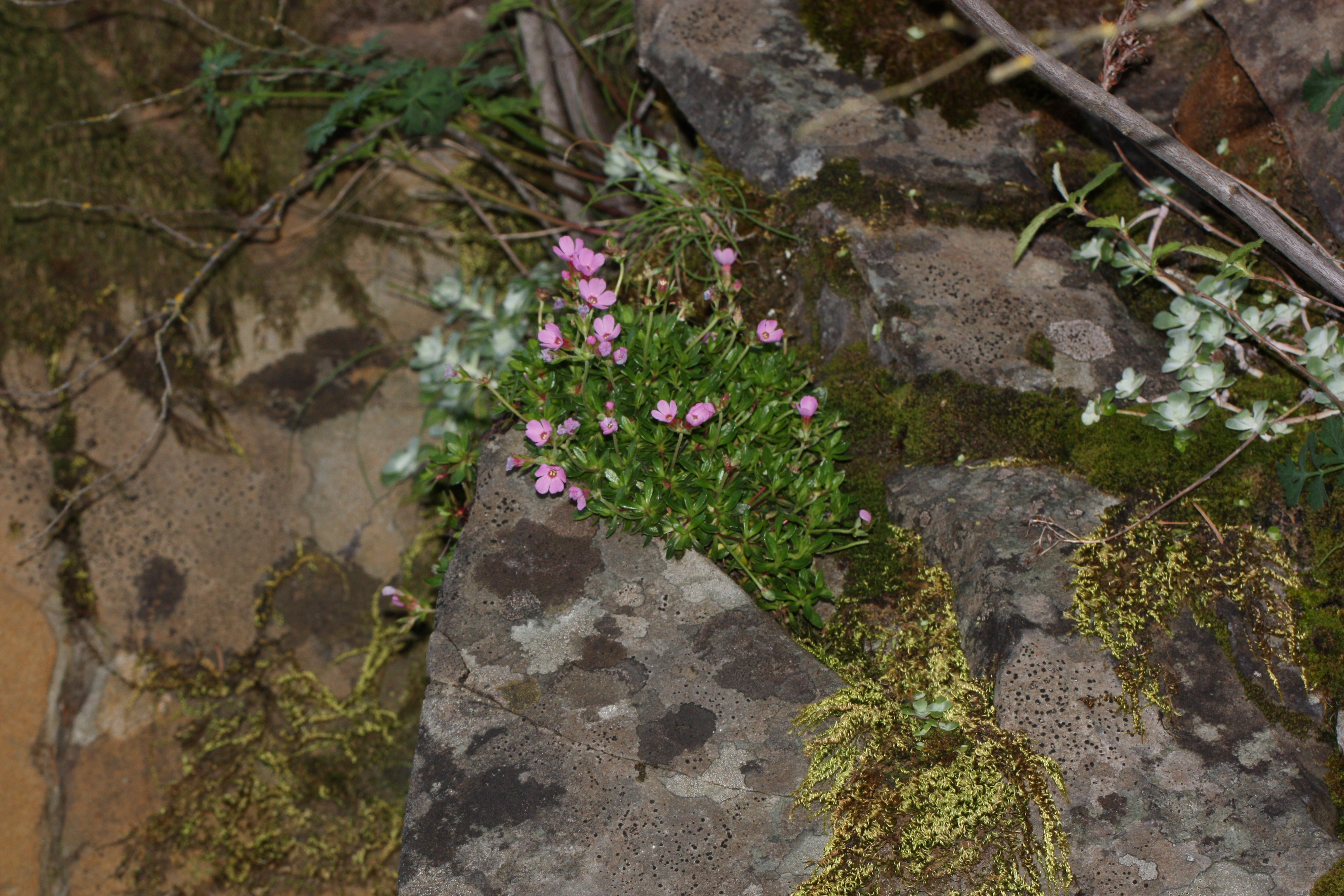
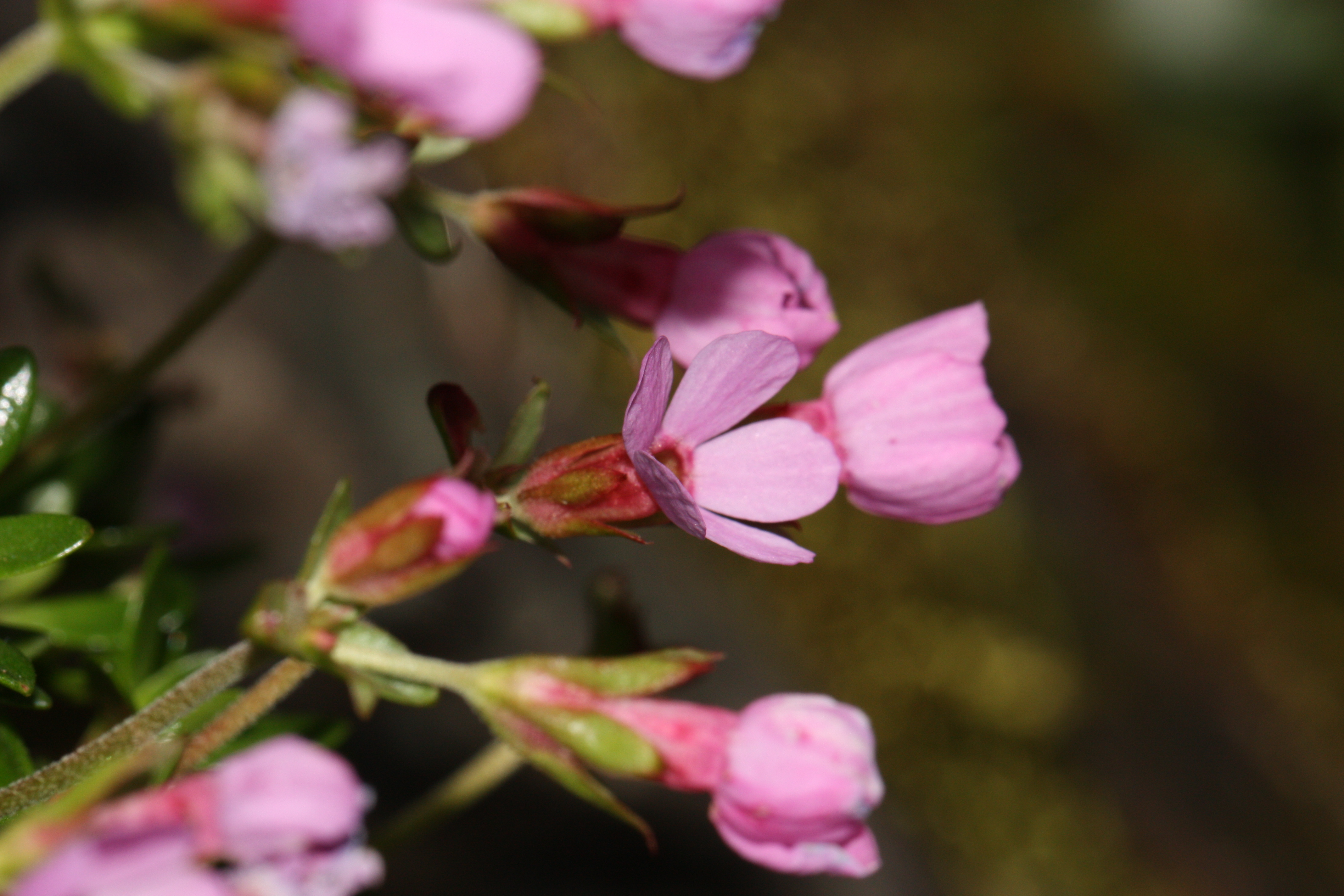
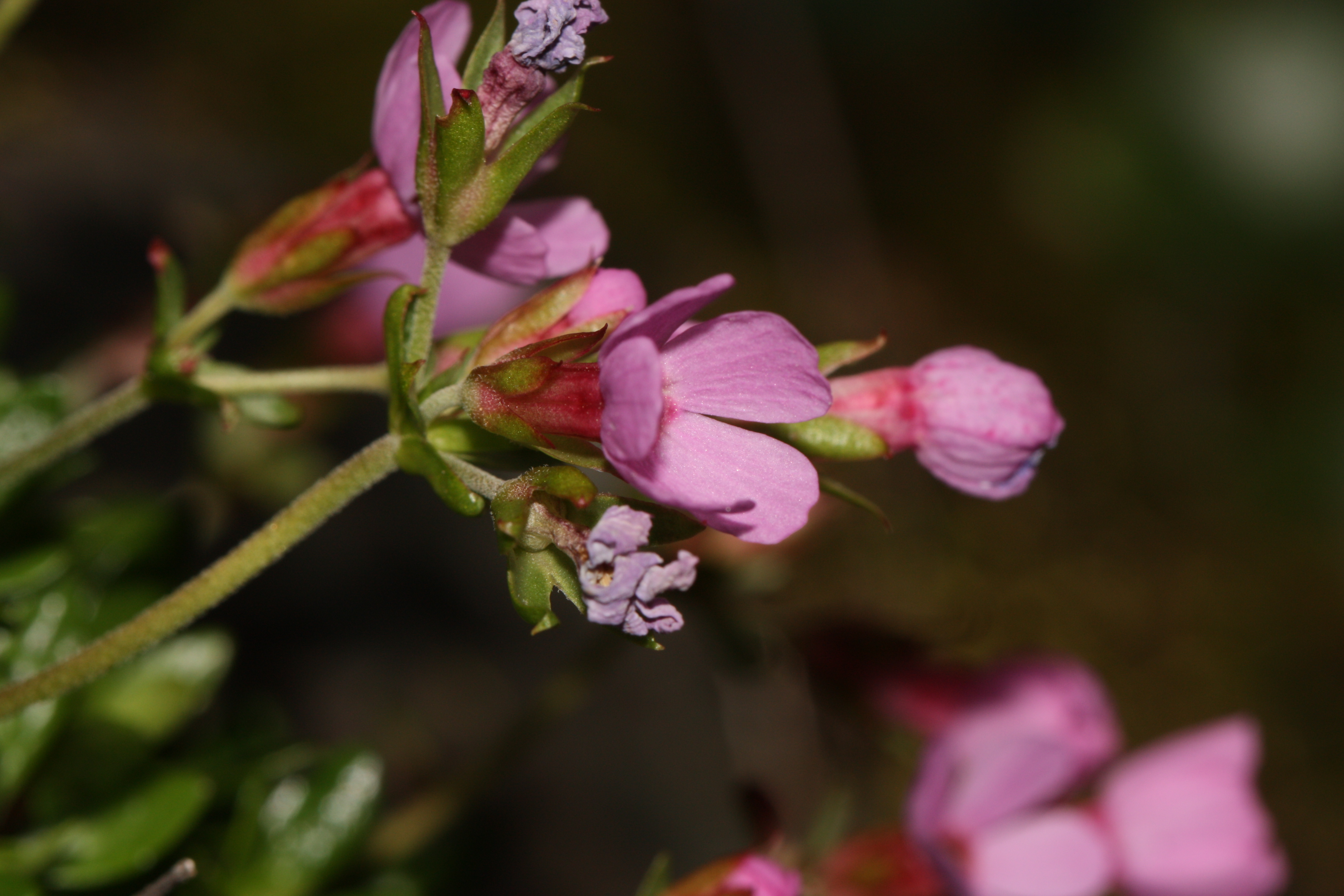